# Elbe-Elster-Theater

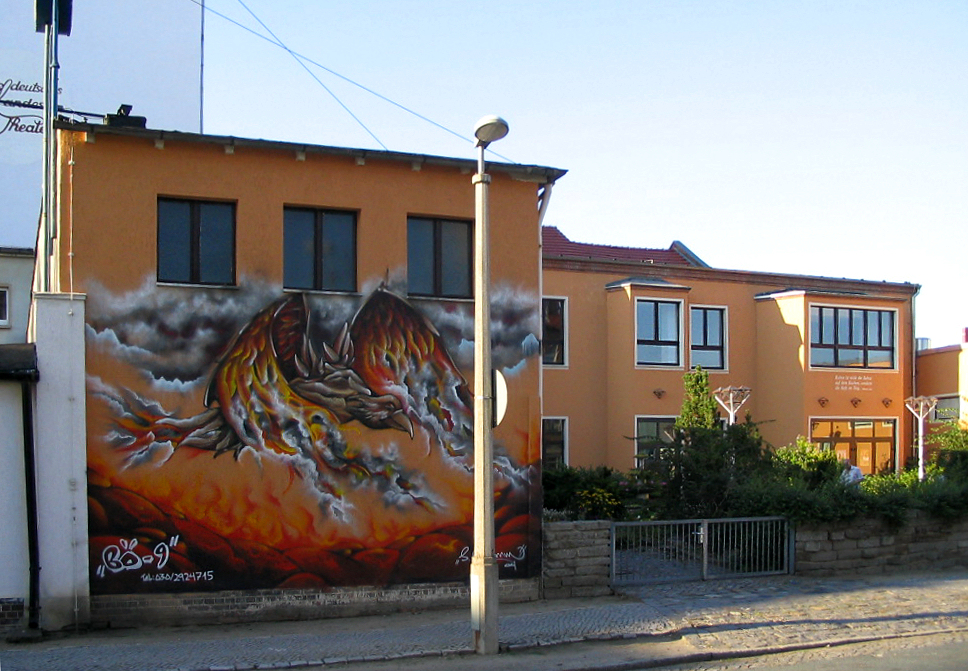
Gebäude des einstigen Elbe-Elster-Theaters (2005)

Das Elbe-Elster-Theater, ab 1993 Mitteldeutsches Landestheater, war ein Mehrspartentheater in Lutherstadt Wittenberg in Sachsen-Anhalt. Mit 360 Mitarbeitern galt das 1949 gegründete und im Jahre 2002 geschlossene Theater Ende der 1980er Jahre als größtes Gastspieltheater der DDR. Sein Nachfolger ist seit 2004 die Phönix Theaterwelt Wittenberg.

## Geschichte

### Vorgeschichte und Gründung

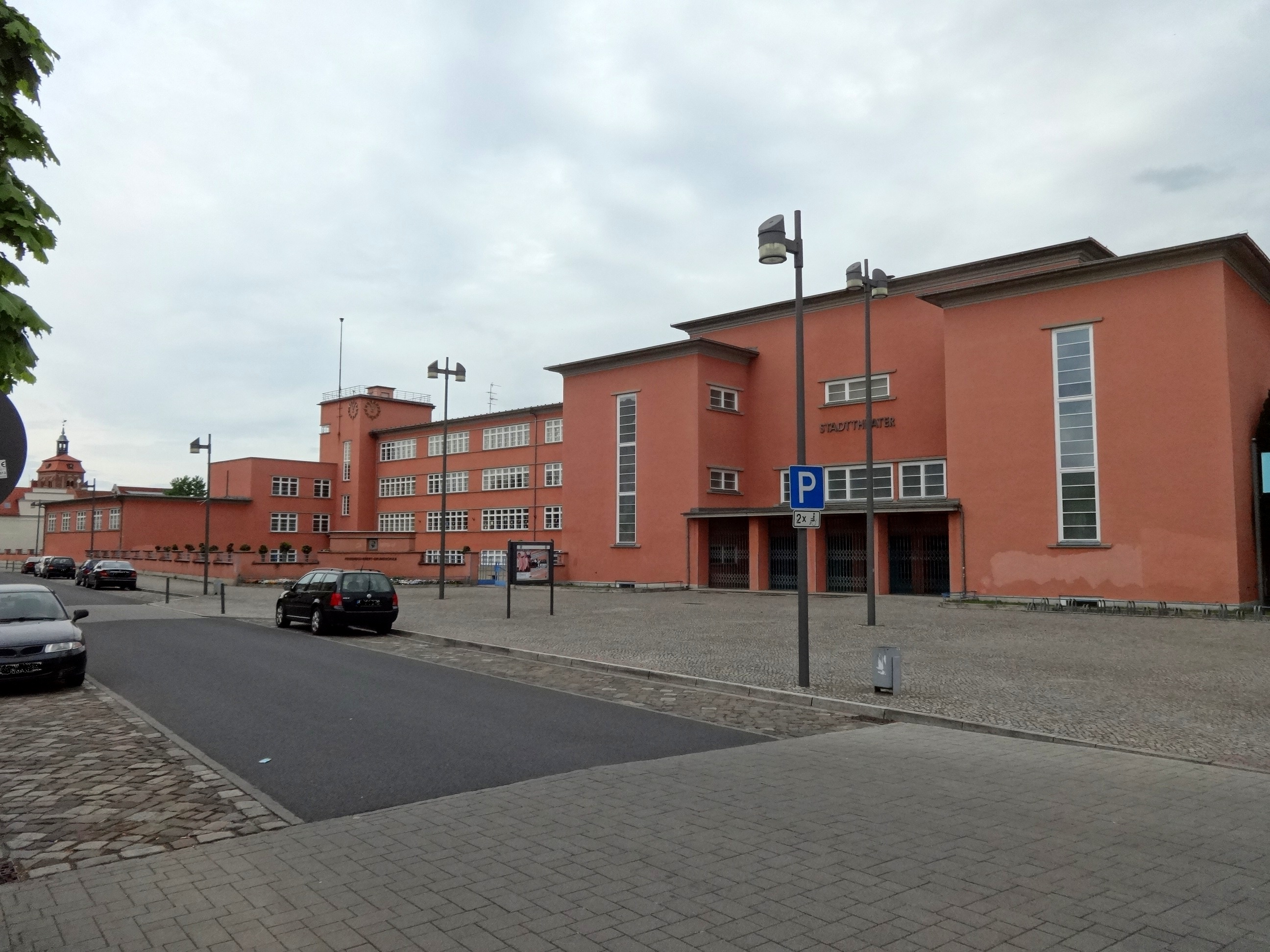
Stadttheater Luckenwalde

Das Elbe-Elster-Theater wurde am 14. September 1949 in der Wittenberger Wichernstraße 10 zunächst als Wandertheater durch die Landkreise Torgau, Schweinitz, Liebenwerda und Wittenberg gegründet. Zuvor war, angeregt durch die örtliche sowjetische Kommandantur, im November 1945 das Kleine Theater gegründet worden. Es wurde im Mai 1946 in
Stadttheater umbenannt. Spielstätte wurde das frühere Gewerkschaftshaus in der Wichernstraße.
Als Eröffnungsstück im neu geschaffenen Elbe-Elster-Theater wurde am 15. September 1949 Arthur Millers Werk „Alle meine Söhne“ gezeigt. Als weitere Spielstätten folgten bald der Kulturpalast Bitterfeld, das Stadttheater Luckenwalde, das Stadttheater Köthen (1962) und das Salzlandtheater Staßfurt. Ab 1959 erfolgten dann grundlegende Umbauten am Hauptsitz in der Wichernstraße 10, die fast drei Jahre in Anspruch nahmen.

### Von den 1970er Jahren bis zur Wende

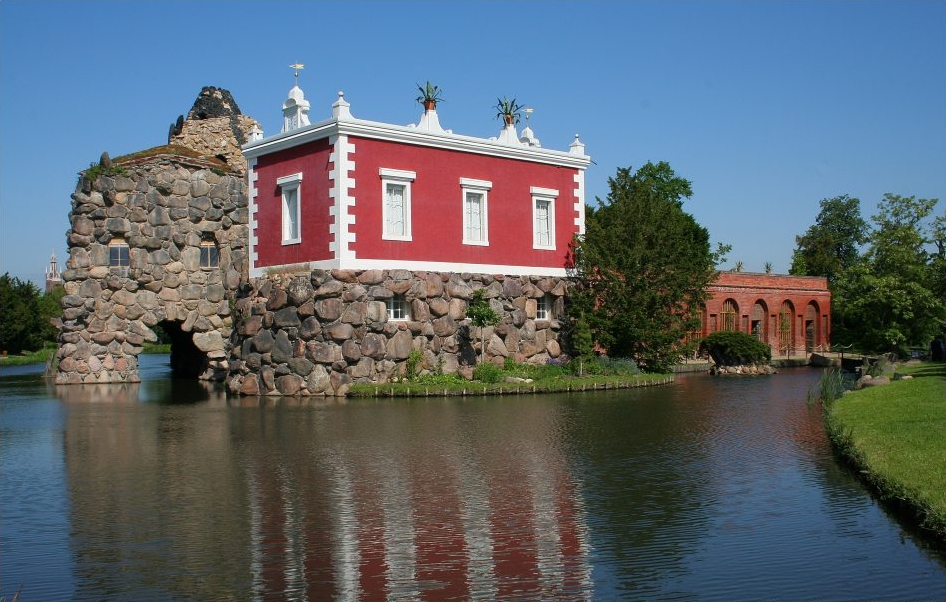
Felseninsel Stein mit der Villa Hamilton im Wörlitzer Park

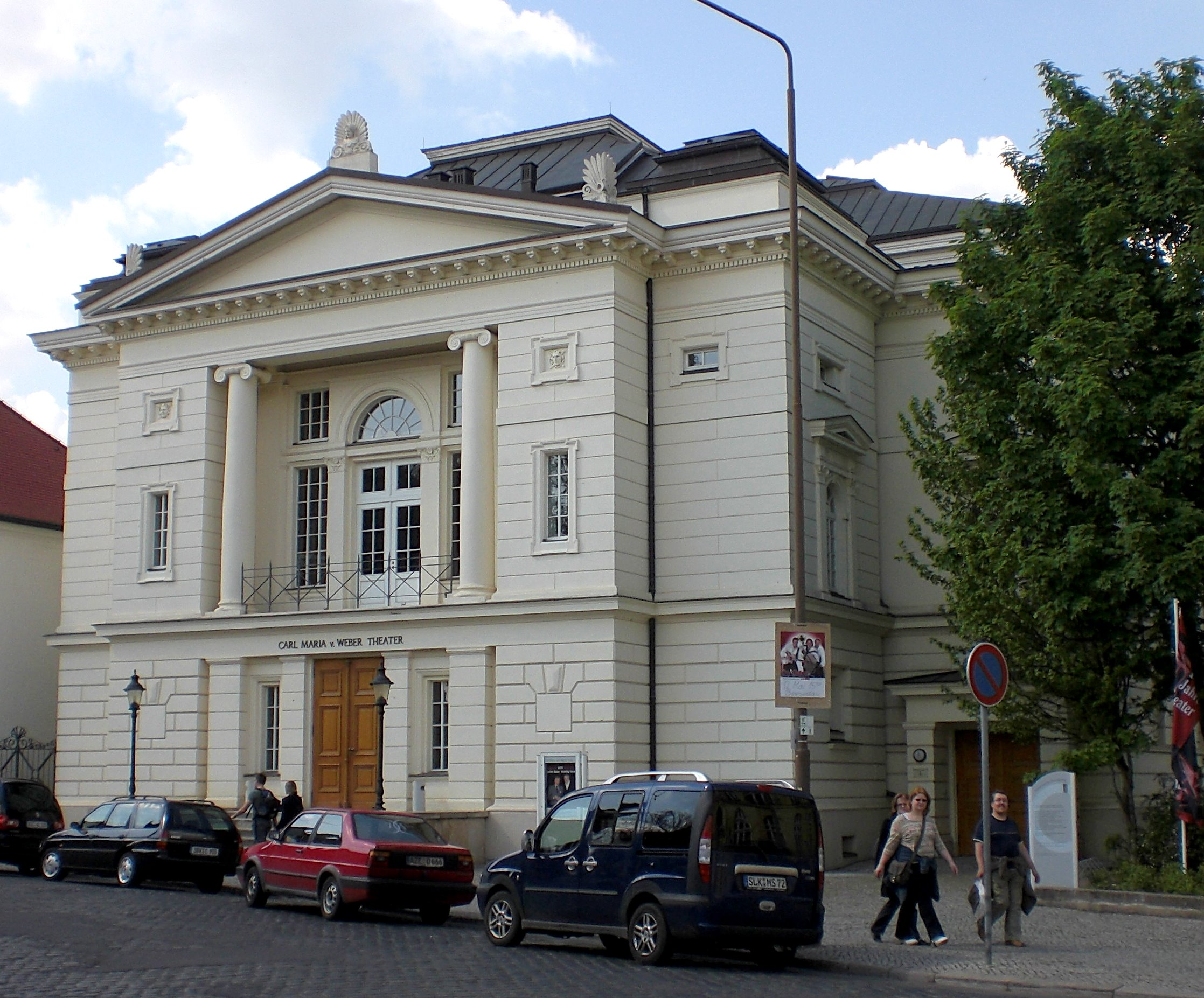
Carl-Maria-von-Weber-Theater in Bernburg

Das Spielgebiet des Theaters erstreckte sich über fünf Bezirke (Halle, Cottbus, Magdeburg, Potsdam, Leipzig) der damaligen DDR. Allein im heutigen Sachsen-Anhalt wurden 60 Orte bespielt. Das Elbe-Elster-Theater bot dabei nicht nur das klassische Schauspiel, sondern hatte unter anderem auch Opern-, Operetten- und Kabarettaufführungen in seinem Programm. Ein weiteres Standbein war das Puppentheater, welches ab Anfang der 1970er Jahre ins Leben gerufen wurde. Im Juni des Jahres 1971 erfolgte die Gründung der „Interessengemeinschaft Elbe-Elster-Theater“. Jetzt wurden 14 Kreise bespielt. Ziel dieser Interessengemeinschaft war es, den Theaterbetrieb zu verbessern. Ab 1972 fanden umfangreiche Rekonstruktionsmaßnahmen am Hauptsitz in Wittenberg statt, wofür die Ensemblemitglieder viel freiwillige Arbeit erbrachten und die vom Berliner „Institut für die Technologie kultureller Einrichtungen“ geleitet wurden. Im Zuge der Bauarbeiten fand eine Erweiterung des Bühnenhauses statt. Außerdem wurde der Zuschauerraum neugestaltet und mit dem sogenannten „Studio 64“ eine Räumlichkeit für kleinere Aufführungen und das Puppentheater geschaffen.
Neben den Räumlichkeiten in der Wichernstraße besaß das Elbe-Elster-Theater weitere eigene Spielstätten. So fanden seit 1971 die Kabarettaufführungen des Elbe-Elster-Theaters im sogenannten „Brett’l-Keller“ des Wittenberger Schlosses statt. Hierfür wurde auch die „Inselgrotte“ in der Wörlitzer Villa Hamilton genutzt. Für Freilichtaufführungen nutzte man die Freilichtbühne im Wittenberger Schlosshof sowie die Freilichtbühne auf der „Felseninsel Stein“ im Wörlitzer Park.
Durch eine weitere Rekonstruktion bekam das Theater in Wittenberg in der Zeit von 1987 bis 1988 unter anderem eine Drehbühne sowie ein Foyer mit Gaststätte, abermals unterstützt durch umfangreiche freiwillige Leistungen der Mitarbeiter.
Kurze Zeit später fusionierte das Elbe-Elster-Theater im Jahre 1988 mit dem Carl-Maria-von-Weber-Theater in Bernburg. Fortan firmierte man gemeinsam als „Elbe-Saale-Bühnen Wittenberg/Bernburg“ und galt mit 360 Mitarbeitern als größtes Gastspieltheater der DDR, welches bis zu sechs Vorstellungen am Tag an mehreren Spielstätten stattfinden lassen konnte. Fünf Jahre später entschied man sich, die Verbindung wieder aufzulösen. Dabei erhielt das Elbe-Elster-Theater allerdings seinen ursprünglichen Namen nicht wieder zurück, sondern es trat fortan als Mitteldeutsches Landestheater Wittenberg in Erscheinung. Auch nach der Wende war das Theater seinem Kredo als Gastspieltheater treu geblieben und unternahm unter anderem Gastspielreisen nach Süddeutschland, Österreich, der Schweiz und in die Niederlande.

### Niedergang und Ende
Mit Helmut Bläss verließ 1996 Deutschlands dienstältester Theaterintendant das Mitteldeutsche Landestheater. Er hatte 1964 sein Amt angetreten, das nun Reinhold Stövesand übernahm. Es folgten jahrelange öffentliche Diskussionen der verschiedenen Institutionen um das Theater, denn nach der Trennung vom Bernburger Standort wurde nunmehr auch die Stadt Wittenberg in die Trägerschaft des Theaters eingebunden. Der personalintensive und damit teure Mehrspartenbetrieb bereitete dem Wittenberger Theater aber zunehmend finanzielle Probleme, so dass man starke Einschnitte zu verkraften hatte. Subventionen seitens des Kreises Wittenberg wurden eingestellt. Letztlich trennte man sich ab der Spielzeit 2001/2002 sogar von seinem festen Ensemble.
Während das Bernburger Carl-Maria-von-Weber-Theater bis heute existiert, musste das Mitteldeutsche Landestheater in Wittenberg, trotz einer im Vorfeld gestarteten Bürgerpetition mit mehr als 10.000 Unterschriften und insgesamt mehr als 1000 Inszenierungen, schließlich am 31. August 2002 als erstes Theater Sachsen-Anhalts seit der deutschen Wiedervereinigung seine Pforten schließen.
In der Folgezeit gründete sich am 24. Mai 2004 am Standort des einstigen Elbe-Elster-Theaters der Förderverein „Phönix Theaterwelt Wittenberg“, durch den der Standort in der Wichernstraße 11a wiederbelebt wurde. Am  3. September 2004 fand erstmals wieder eine Vorstellung auf der großen Bühne statt. Das Kabarett  Brett’l-Keller befindet sich heute in der Cafeteria des Alaris Schmetterlingsparks in der Rothemarkstraße 131.

## Am Elbe-Elster-Theater wirkende Persönlichkeiten

### Intendanten
- Udo Krams
- Hans Hardt-Hardtloff
- Harry Braun
- Harry Studt
- Gero von Wilcke
- Ernst Richter
- Helmut Bläss (1964–1996)
- Reinhold Stövesand (1996–2000)
- Jörg Iwer (2000–2002)

### Bekannte Ensemblemitglieder (Auswahl)
|                                                                                        |                                                                                |                                                                                       |                                                                       |
| - Wolf Appel - Carl Heinz Choynski - Frank Ciazynski - Peter Fabers - Oswald Foerderer | - Holger Franke - Petra Hinze - Julia Kempken - Heinz Liefers - Paul-Dolf Neis | - Wolfgang Penz - Eugen Schaub - Karin Schersinski - Eva Schwarcz - Günter Sonnenberg | - Wolfgang Thal - Martin Trettau - Manfred Uhlig - Peter-Maria Herzka |

### Sonstige
- Klaus Breuing, Puppenspieler
- Peter Fabers, Regisseur
- Rainer Gohde, von 1991 bis 1998 als Regisseur, Schauspieler und Schauspieldirektor tätig
- Martin Hellberg, Regisseur
- Peter Kothe, Bühnenbildner
- Dietmar Langberg, Dramaturg
- Isabelle McEwen, franko-kanadische Opern- und Theaterregisseurin
- Thomas Müller, Dirigent, Komponist und Pianist
- Hans-Gerhard Templin, Grafiker
- B. K. Tragelehn, Regisseur
- Erich Viehweger, Bühnenbildner